# Поди (Триљ)
Поди су насељено место у саставу града Триља, Сплитско-далматинска жупанија, Република Хрватска.

## Историја
До територијалне реорганизације у Хрватској налазили су се у саставу старе општине Сињ.

## Становништво
На попису становништва 2011. године, Поди су имали 13 становника.
| Број становника по пописима | Број становника по пописима | Број становника по пописима | Број становника по пописима | Број становника по пописима | Број становника по пописима | Број становника по пописима | Број становника по пописима | Број становника по пописима | Број становника по пописима | Број становника по пописима | Број становника по пописима | Број становника по пописима | Број становника по пописима | Број становника по пописима | Број становника по пописима |
| --------------------------- | --------------------------- | --------------------------- | --------------------------- | --------------------------- | --------------------------- | --------------------------- | --------------------------- | --------------------------- | --------------------------- | --------------------------- | --------------------------- | --------------------------- | --------------------------- | --------------------------- | --------------------------- |
| 1857                        | 1869                        | 1880                        | 1890                        | 1900                        | 1910                        | 1921                        | 1931                        | 1948                        | 1953                        | 1961                        | 1971                        | 1981                        | 1991                        | 2001                        | 2011                        |
| 324                         | 0                           | 138                         | 354                         | 542                         | 369                         | 0                           | 797                         | 588                         | 492                         | 444                         | 299                         | 139                         | 49                          | 28                          | 13                          |

Напомена: У 1869. и 1921. подаци су садржани у насељу Граб, као и део података у 1880. У 1931. садржи податке за насеље Врабач.

### Попис1991.
На попису становништва 1991. године, насељено место Поди је имало 49 становника, следећег националног састава:
| Попис 1991.‍ | Попис 1991.‍ | Попис 1991.‍ | Попис 1991.‍ | Попис 1991.‍ |
| ----------- | ----------- | ----------- | ----------- | ----------- |
|             |             |             |             |             |
| Хрвати      | Хрвати      |             | 48          | 97,95%      |
| непознато   | непознато   |             | 1           | 2,04%       |
| укупно: 49  |             |             |             |             |